# Namakalni sistem Dudžjangjan
Namakalni sistem Dudžjangjan (kitajsko: 都江堰; pinjin: Dūjiāngyàn) je starodavni namakalni sistem v mestu Dudžjangjan, Sečuan, Kitajska. Prvotno ga je okoli leta 256 pr. n. št. zgradila država Čin kot projekt namakanja in nadzora poplav in je še danes v uporabi. Infrastruktura sistema se razvija na reki Min (Mindžjang), najdaljšem pritoku Jangceja. Območje je v zahodnem delu nižine Čengdu, med Sečuansko kotlino in Tibetansko planoto. Prvotno je reka Min hitela navzdol z gorovja Min in se nenadoma upočasnila, ko je dosegla nižino Čengdu, ter napolnila vodotok z muljem, zaradi česar so bližnja območja izjemno izpostavljena poplavam. Kralj Džao iz dinastije Čin je naročil projekt in gradnja Dudžjangjana je reko izkoristila z novo metodo kanaliziranja in razdeljevanja vode, namesto da bi jo preprosto zajezila. Shema upravljanja z vodo se še danes uporablja za namakanje več kot 5300 km² zemlje v regiji in je prinesla obsežne koristi pri nadzoru poplav, namakanju, transportu vode in splošni porabi vode. Začelo se je pred več kot 2250 leti, zdaj pa namaka 668.700 hektarjev kmetijskih zemljišč. Dudžjangjan, kanal Dženguo v Šaanšiju in kanal Lingču v Guangšiju so skupaj znani kot trije veliki projekti hidravličnega inženiringa Činov.
Namakalni sistem Dudžjangjan je bil leta 2000 vpisan na Unescov seznam svetovne dediščine. Prav tako je bil razglašen za prednostno zaščiteno območje države, med prvo skupino nacionalnih slikovitih območij in zgodovinskih krajev ter za nacionalno demonstracijsko območje ISO14000.

## Zgodovina

### Načrtovanje
V obdobju vojskujočih se držav so ljudi, ki so živeli na območju reke Min, pestile vsakoletne poplave. Hidrolog Li Bing iz Čina je raziskal težavo in ugotovil, da je reka narasla zaradi hitro tekoče izvirske taline iz lokalnih gora, ki je prestopila bregove, ko je dosegla počasi premikajoč se in močno zamuljen odsek spodaj.
Ena od rešitev bi bila gradnja jezu, vendar je Čin želel ohraniti plovno pot odprto za vojaška plovila za oskrbo vojakov na meji, zato je bil namesto tega zgrajen umetni nasip, da bi preusmeril del toka reke in nato prerezal kanal skozi goro Julei, da bi odvedel odvečno vodo na suho nižino Čengdu onkraj.

### Gradnja
Kralj Džao iz dinastije Čin je za projekt dodelil 100.000 taelov srebra in poslal ekipo, ki naj bi štela več deset tisoč ljudi. Nasip je bil zgrajen iz dolgih košar v obliki klobas iz pletenega bambusa, napolnjenih s kamni, znanimi kot džulong, ki so jih držali leseni trinožniki, znani kot mača. Gradnja vodnega nasipa, ki spominja na ribja usta, je trajala štiri leta.
Izrezovanje kanala se je izkazalo za veliko večjo težavo, saj orodja, ki so bila takrat na voljo, preden so izumili smodnik, niso mogla prodreti skozi trdo skalo gore, zato je kombinacija ognja in vode uporabljala segrevanje in hlajenje skal, dokler niso počile in bi jih lahko odstranili. Po osmih letih dela so skozi goro izdolbli 20 metrov širok kanal.

### Zapuščina
Po dokončanju sistema ni bilo več poplav. Zaradi namakanja je Sečuan nekaj časa postal najbolj produktivna kmetijska regija na Kitajskem. Gradnja je tudi zaslužna, da je prebivalcem regije dala sproščen odnos do življenja; z odpravo katastrofe in zagotavljanjem redne in obilne žetve jim je pustila veliko prostega časa.
Nemiri okoli osvojitve Čengduja s strani kmečkega uporniškega voditelja Džang Šiandžonga leta 1644 in tranzicija Ming-Čing na splošno so privedli do depopulacije in poslabšanja namakalnega sistema Dudžjangjan do točke, ko je bilo gojenje riža za desetletja ustavljeno. Prvotni namakalni sistem Dudžjangjan je uničil potres v Diešiju leta 1933. Sedanji namakalni sistem Dudžjangjan so po potresu v Diešiju leta 1933 obnovili Džang Juan (张沅) in njegovi sinovi, vključno z Džang Šilingom (张世龄).
Leta 2000 je bil Dudžjangjan vpisan na Unescov seznam svetovne dediščine. Danes je postal velika turistična atrakcija.

### Potres v Sečuanu 2008
12. maja 2008 je velik del zahodnega Sečuana, vključno z območjem Dudžjangjan, prizadel močan potres. Začetna poročila so pokazala, da je bil nasip Juzui počen, vendar ne huje poškodovan. Preusmeritev toka je še vedno mogoče opaziti, ko se reka obrača.

## Inženirske konstrukcije

### Namakalna glava
Namakalni sistem je sestavljen iz treh glavnih konstrukcij, ki delujejo med seboj v harmoniji, da preprečijo poplave in ohranjajo polja dobro oskrbljena z vodo:
- Juzui ali nasip ribjih ust (kitajsko: 鱼嘴), imenovan po svoji stožčasti glavi, ki naj bi spominjala na usta ribe, je ključni del konstrukcije. Je umetni nasip, ki vodo deli na notranji in zunanji tok. Notranji tok je globok in ozek, zunanji tok pa razmeroma plitev, vendar širok. Ta posebna struktura zagotavlja, da notranji tok v sušnem obdobju prenese približno 60 % toka reke v namakalni sistem. Medtem ko se med poplavami ta količina zmanjša na 40 %, da zaščiti ljudi pred poplavami. Zunanji tok odteče preostanek in odplakne velik del mulja in usedlin.[13]
- Feišajan ali Jez letečega peska (kitajsko: 飞沙堰) ima 200 metrov široko odprtino, ki povezuje notranji in zunanji tok. To zagotavlja zaščito pred poplavami, saj omogoča, da naravni vrtinčni tok vode odvaja odvečno vodo iz notranjega v zunanji tok. Vrtinec tudi odvaja mulj in usedline, ki niso uspeli priti v zunanji tok. Sodoben armiranobetonski jez je nadomestil prvotne obtežene bambusove košare.[14]
- Kanal Baopingkou ali kanal ozkega grla (kitajsko: 宝瓶口), ki je bil izdolben skozi goro, je zadnji del sistema. Kanal distribuira vodo do obdelovalnih površin v ravnini Čengdu, medtem ko ozek vhod, po katerem je dobil ime, deluje kot zaporna vrata, ki ustvarja vrtinčasti tok, ki odnaša odvečno vodo čez jez letečega peska, da prepreči poplave.[15][16]

### Viseči most Anlan
Anlanov most se razteza čez celotno širino reke in povezuje umetni otok z obema bregovoma in je znan kot eden od petih starodavnih kitajskih mostov. Prvotni most DŽupu je prečkal samo notranji tok, ki je povezoval nasip z vznožjem gore Julei. V dinastiji Song ga je nadomestil most Pingši, ki je pogorel med vojnami, ki so zaznamovale konec dinastije Ming.
Leta 1803 v času dinastije Čing sta domačin po imenu He Šiande in njegova žena predlagala gradnjo nadomestnega mostu, izdelanega iz lesenih plošč in bambusovih ograj, ki bi prečkal oba kanala in ta most je dobil vzdevek Parski most v njuno čast. Ta je bil v 1970-ih porušen in nadomeščen z modernim mostom.

## Geografske razmere

### Lokacija
Namakalni sistem Dudžjangjan je v zahodnem delu ravnine Čengdu na stičišču med Sečuansko kotlino in Činghai-Tibetsko planoto.

### Geologija
Namakalni sistem je na prelomnici dveh topografskih stopenj gorovja zahodne planote in nižine Čengdu. Je jugozahodni podaljšek gorovja Longmen in območje, skozi katerega poteka prelomno območje gorovja Longmen.
Namakalni sistem Dudžjangjan je višji na severozahodu in nižji na jugovzhodu. Zahod pripada južnemu delu gorovja Longmen z nadmorsko višino pod 3000 metrov. Na vzhodu je nižina Čengdu z nadmorsko višino 720 metrov.

### Hidrologija
Namakalni sistem Dudžjangjan je bil zgrajen na vhodu reke Mindžjang s povprečnim letnim dotokom 15,082 milijarde kubičnih metrov. V zgornjem toku reke sta dve hidrološki postaji. Ena je jez Zipingpu ob izlivu glavnega toka. Povodje kontrolne raziskave je 22.664 kvadratnih kilometrov, kar predstavlja 98,38 % celotnega povodja zgornjega toka reke Mindžjang. Drugi je jez Jangliuping ob izlivu reke Baiša z nadzorovanim povodjem 363 kvadratnih kilometrov, kar predstavlja 1,58 % celotnega povodja. Povodje je 10 kvadratnih kilometrov od izliva reke Baiša do namakalnega sistema Dudžjangjan, kar predstavlja 0,04 % celotnega povodja.

## Tempeljska mesta

### Tempelj dveh kraljev
Ervang ali Tempelj dveh kraljev je na bregu reke ob vznožju gore Julei. Prvotni tempelj Vangdi, zgrajen v spomin na starodavnega kralja Šuja, je bil premaknjen, zato so domačini tempelj preimenovali sem.
10.072 m² velik leseni kompleks iz časa dinastije Čing je v skladu s tradicionalnim standardom oblikovanja templja, le da ne sledi osi sever-jug. Glavna dvorana, v kateri je sodoben kip Li Binga, se odpira na dvorišče. Na Li Bingov tradicionalni rojstni dan, 24. dan sedmega meseca po luninem koledarju, so za javnost izvajali lokalne opere, na dan pometanja grobnic pa poteka festival metanja vode.
Zadnja dvorana vsebuje sodoben kip boga Erlang Šena. Nekateri pravijo, da je bil Erlang Šen Li Erlang, vendar zgodovinski zapisi tega ne potrjujejo in možno je, da so si ga domačini izmislili kot lažnega boga. Paviljon Guanlantin stoji nad kompleksom in je vpisan z modrimi besedami Li Binga, kot je: Ko reka teče v cik-caku, odrežite ravno strugo; ko je struga široka in plitva, jo skopljemo globlje.

### Tempelj krotenja zmajev
Fulonguan ali Tempelj krotenja zmajev v parku Lidui je bil ustanovljen v 3. stoletju v čast Fan Čangšenga. Po Li Bingovi smrti so tukaj zgradili dvorano njemu v čast in tempelj preimenovali v spomin na legende o boju z zmaji, ki so ga obkrožale. Tukaj naj bi Erlang Šen, legendarni sin Li Binga, vklenil zmaja, ki ga je on in njegovih sedem prijateljev ujel v zasedi v templju rečnega boga, ko je prišel po človeško žrtev. Ta ukrep naj bi od takrat zaščitil regijo pred poplavami.
V času dinastije Vzhodni Han je bil kip Li Binga postavljen v reko, da bi spremljal tok vode, pri čemer se je gladina dvigala nad njegovimi rameni, kar je označevalo poplavo, in padala pod njegova kolena, kar je označevalo sušo. To je najstarejši znani kamniti kip človeka na Kitajskem, ki so ga leta 1974 izkopali iz reke in ga postavili na ogled v glavni dvorani.